# Phục Hưng (tàu điện)
Phục Hưng (tiếng Trung: 复兴号; Hán-Việt: Phục Hưng hiệu) là một loạt các tàu điện động lực phân tán (EMU), cả tốc độ cao và thông thường, được điều hành bởi Tập đoàn Đường sắt Trung Quốc và được phát triển bởi CRRC, công ty sở hữu quyền sở hữu trí tuệ độc lập.  Ban đầu được gọi là EMU tiêu chuẩn hóa Trung Quốc, việc phát triển dự án bắt đầu vào năm 2012 và kế hoạch thiết kế đã hoàn thành vào tháng 9 năm 2014. EMU đầu tiên đã ngừng hoạt động dây chuyền sản xuất vào ngày 30 tháng 6 năm 2015.  Sê-ri đã nhận được chỉ định hiện tại của "Phục Hưng" vào tháng 6 năm 2017, với các biệt danh như "Cá heo xanh/đỏ" (CR400AF) và "Phượng hoàng vàng" (CR400BF) cho một số đơn vị nhất định. Đây là tàu cao tốc thông thường nhanh nhất thế giới trong dịch vụ thường xuyên, với tốc độ thiết kế 350 km/h (217 mph) cho các mẫu CR400AF và CR400BF.